# Plattform Zivile Konfliktbearbeitung
Die Plattform Zivile Konfliktbearbeitung ist ein Netzwerk in Deutschland zur Förderung der Zivilen Konfliktbearbeitung. Es wurde 1998 in Bad Honnef gegründet, ist in Berlin ansässig und hat 130 Einzelpersonen und 53 Organisationen, Einrichtungen und Gruppen als Mitglieder.

## Aufgaben und Funktionen
Die Plattform nimmt folgende Aufgaben wahr:
- Information
- Öffentlichkeitsarbeit und Bildung
- Lobby/Advocacy
- Beratung, Unterstützung und Professionalisierung
- internationale Vernetzung
- NRW-Verbot[1]

## Kooperationen
Die Plattform Zivile Konfliktbearbeitung ist Mitglied in der Arbeitsgemeinschaft Frieden und Entwicklung (FriEnt) und im zivilgesellschaftlichen Beirat der Bundesregierung für die Leitlinien „Krisen verhindern, Konflikte bewältigen, Frieden fördern“ (Beirat Zivile Krisenprävention und Friedensförderung).

## Mitglieder
Zu den Mitgliedsorganisationen gehören:
- act for transformation, gem.eG
- action-reaction
- Aktionsgemeinschaft Dienst für den Frieden (AGDF)
- Arbeitsgemeinschaft für Friedens- und Konfliktforschung (AFK)
- Arbeitsstelle kokon in der Evangelisch-Lutherischen Kirche in Bayern
- Berghof Foundation
- Bildungs- und Begegnungsstätte Kurve Wustrow
- Bonn International Center for Conversion (BICC)
- Bund für Soziale Verteidigung (BSV)
- CAREA e.V.
- CSSProject – Verein für Integrative Mediation (CSSP)
- Denkmodell, Partnerschaft D. Jung, Dr. Duemchen, Dr. Erhardt – Consultants[3] (steht nicht auf der Plattform website)
- Deutsche Friedensgesellschaft – Vereinigte KriegsdienstgegnerInnen (DFG – VK)
- Deutsche Gesellschaft für die Vereinten Nationen e.V.[4]
- Deutsche Kommission Justitia et Pax; Berliner Büro
- Deutsche Sektion der International Association Of Lawyers Against Nuclear Arms (IALANA)
- Deutscher Familienverband Landesverband Sachsen-Anhalt
- Dritte Welt JournalistInnennetz e.V.
- Eirene Internationaler Christlicher Friedensdienst e.V.
- Europäisches Institut Conflict-Culture-Cooperation
- Evangelische Akademie Bad Boll
- Evangelische Akademie im Rheinland
- Evangelische Akademie Loccum
- Evangelische Akademie Villigst
- Forschungsstätte der evangelischen Studiengemeinschaft  (FEST)
- Forum Crisis Prevention e.V.
- Forum Ziviler Friedensdienst (forumZFD)
- Frauennetzwerk für Frieden e.V.
- Freundeskreis Tambacounda – Verein zur Vermittlung afrikanischen Kulturgutes und zur Förderung von Projekten in Afrika e.V.
- Friedensausschuss der Quäker
- Friedenskreis Halle e.V.
- Gewalt Akademie Villigst
- gewaltfrei handeln e.V. -ökumenisch Frieden lernen
- Heinrich-Böll-Stiftung
- Helsinki Citizens´ Assembly e.V. – Deutsche Sektion
- Humanistische Union
- inmedio berlin gbr
- Institut für Entwicklung und Frieden (INEF)
- Institut für Friedensarbeit und Gewaltfreie Konfliktaustragung e.V. (IFGK)
- Institut für Friedensforschung und Sicherheitspolitik an der Universität Hamburg (IFSH)
- Institut für Friedenspädagogik
- Institut für Konfliktbearbeitung und Friedensentwicklung (ICP)
- Institut für konstruktive Konfliktaustragung und Mediation (ikm) e.V.
- Institut für systemische Beratung
- International Peace Observers Network (IPON) e.V.
- Internationale Ärzte für die Verhütung des Atomkrieges/Ärzte in sozialer Verantwortung – Deutsche Sektion (IPPNW)
- Internationale Frauenliga für Frieden und Sicherheit (IFFF)
- Internationaler Versöhnungsbund Deutscher Zweig
- Klaus Jensen Stiftung
- Komitee für Grundrechte und Demokratie
- Mediations Büro Mitte
- Menschenrechtsreferat des Diakonischen Werkes/Brot für die Welt
- Missionszentrale der Franziskaner e.V.
- NaturwissenschaftlerInnen-Initiative Verantwortung für Friedens- und Zukunftsfähigkeit
- Netzwerk Friedenskooperative
- Oekumenischer Dienst Schalomdiakonat e.V.
- Oekumenisches Informationszentrum Dresden e.V.
- Ohne Rüstung Leben
- Pax Christi – Deutsche Sektion
- Peace Brigades International (pbi) – Deutscher Zweig e.V.
- Peace Direct e.V.
- Schleswig-Holsteinisches Institut für Friedenswissenschaften (SCHIFF)
- Schule für Verständigung & Mediation im Lebensgarten Steyerberg e.V.
- Sozialer Friedensdienst zur Völkerverständigung in Osteuropa e.V.
- Stiftung Die Schwelle – Beiträge zur Friedensarbeit
- Stiftung Entwicklung und Frieden (SEF)
- Vereinte Evangelische Mission (VEM)
- Weltfriedensdienst
- World Vision Deutschland e.V.
- Zentrum für Konfliktforschung der Philipps-Universität Marburg